# Santa Catalina (Sosa)
Pour les articles homonymes, voir Santa Catalina.
Santa Catalina est l'une des cinq paroisses civiles de la municipalité de Sosa dans l'État de Barinas au Venezuela. Sa capitale est Santa Catalina. En 2018, sa population s'élève à 2 137 habitants.

## Géographie

### Démographie
Hormis sa capitale Santa Catalina, la paroisse civile possède plusieurs localités, dont :
- Bancote
- El Guamito
- Las Tejerías
- Paso de Guamo
- Santa Catalina